# Reiterin
Reiterin ist der Titel eines Gemäldes von Ernst Ludwig Kirchner aus dem Jahr 1931/1932. Es wird, neben dem Gemälde Farbentanz von 1932/1934, als eines der beiden Hauptwerke aus Kirchners linear-abstrakter Phase der frühen 1930er Jahre bezeichnet. Es zeigt als Besonderheit ein Motiv, das gleichzeitig aus verschiedenen Blickwinkeln dargestellt wird. Heute gehört das Bild zum Bestand des Kirchner Museums Davos.

## Beschreibung
Das Gemälde hat im Hochformat die Maße 200 × 150 cm, ausgeführt ist es in der Maltechnik Öl auf Leinwand, und die Signatur E. L. Kirchner befindet sich in der Mitte rechts unterhalb des Pferdeschweifs. Auf der Rückseite befindet sich die Bezeichnung Reiterin 31.
Kirchner ist der Reiterin Rosita Schneider aus Davos bei ihren Ausritten mehrmals begegnet. 1931 machte er ein Foto von ihr und malte sie später vor dem Hintergrund einer schneebedeckten winterlichen Berglandschaft. Reiterin und Pferd sind auf dem Gemälde in einer monumentalen Größe in hellem Sonnenlicht dargestellt, die das Format der Leinwand völlig ausfüllt. Pferdekopf und der Oberkörper der Reiterin beherrschen die linke obere Ecke des Bildes; der Pferdeleib das Zentrum, und die Beine sind an der senkrechten Mittelachse orientiert. Alle Elemente des Bildes sind in einer flächenhaften, die Konturen betonenden abstrahierenden Malweise ausgeführt, die sowohl Pferd als auch Reiterin aus verschiedenen Blickwinkeln zeigt. So sind das Profil, die frontale Vorder- und Rückenansicht der Körper übereinander gelagert und laut Kirchners Beschreibung des Bildes anlässlich der Ausstellung in Bern 1933 „… zu einer einheitlichen Form verbunden“. Die Gesichter sind en face und gleichzeitig als Profil gemalt. Die Unruhe des angehaltenen Pferdes wird durch die Andeutung einer leicht tänzelnden Bewegung der Hinterbeine, der gespitzten Ohren sowie einer erhobenen Schweifrübe dargestellt. Wichtiges Element der Kirchner’schen Malerei waren in jener Zeit die sogenannten „Luftschatten“, die die Proportionen der figürlichen Darstellung verändern. Die Silhouette der Profile wirkt wie ein Schattenriss. Die Beine des Pferdes sind so in die Länge gezogen, dass die Reiterin in großer Höhe im Sattel sitzt und das Bildformat fast sprengt. Kirchners Vorstellung von einer reifen und monumentalen Malerei wird in diesem Gemälde mit seiner durchdachten Flächenkonstruktion und seinem Format beispielhaft erreicht.

## Entwürfe

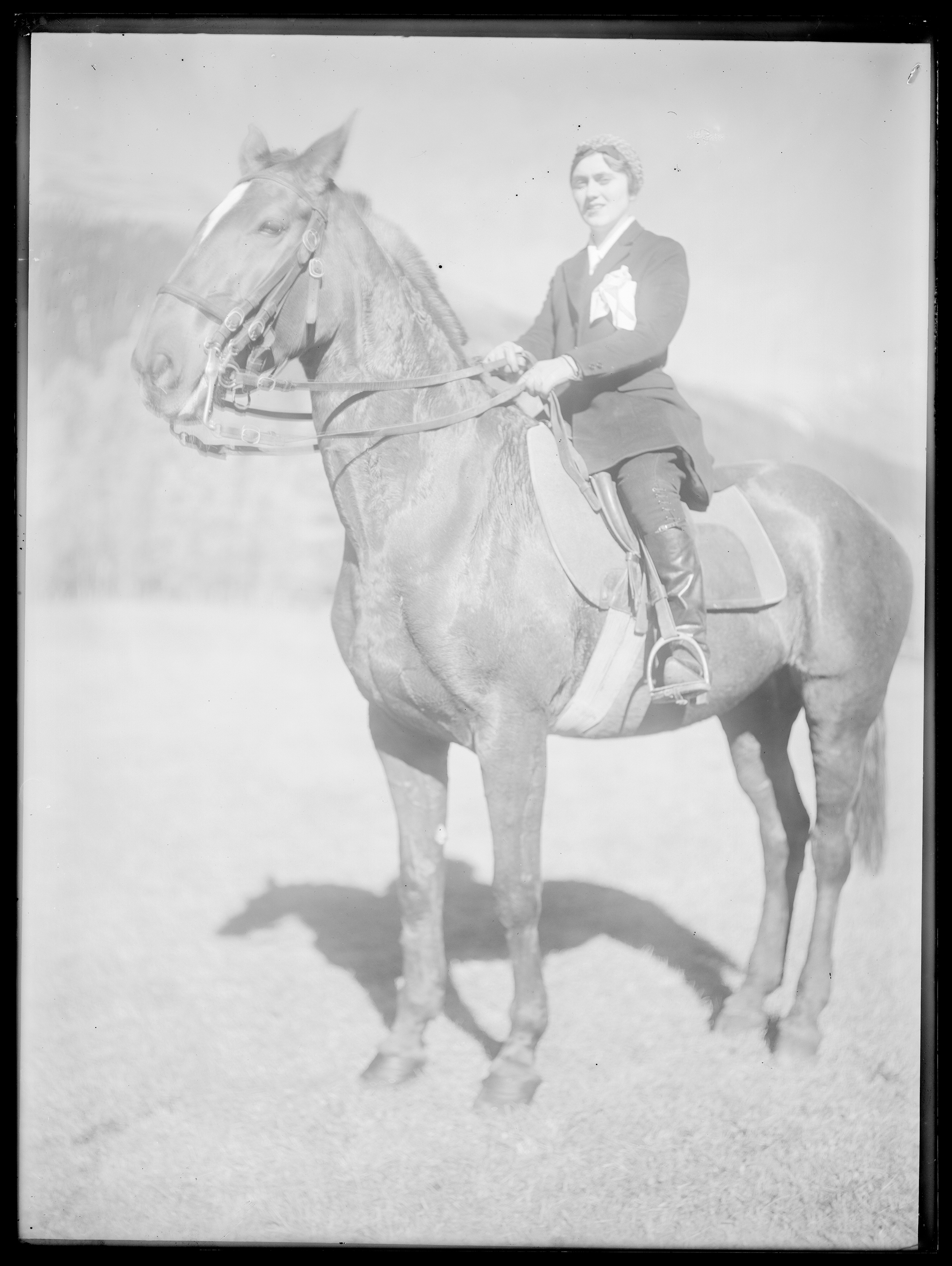
Foto von Ernst Ludwig Kirchner von 1931, das die Reiterin Rosita Schneider aus Davos zeigt (Glasplattennegativ 18 × 24 cm)

Neben dem Foto von der realen Reiterin gibt es noch Entwürfe für das Gemälde. Kirchner hat neben mehreren Skizzen (heute im Kirchner Museum Davos) auch eine aquarellierte Federzeichnung (Japanpapier, 52,2 × 38 cm, Staatsgalerie Stuttgart) hergestellt, die noch nicht die endgültigen Proportionen zeigt. Es gibt auch einen Holzschnitt zu dem Motiv der Reiterin von 1932 (85 × 55 cm, Brücke-Museum Berlin).

## Rezeption
Der Kunsthistoriker Lucius Grisebach schreibt über das Bild: „Rein dekorativ gesehen ist dieses Bild von großer Kraft. Die flächenhafte Konstruktion ist perfekt. Ein gewisses Übergewicht des formalen Aufwandes ist jedoch nicht zu übersehen.“

## Ausstellungen
- 1932 Herbstausstellung, Preußische Akademie der Künste, Berlin
- 1933 Kunsthalle Bern
- 1955 documenta 1, Kassel
- 1960 Kunstverein für die Rheinlande und Westfalen, Düsseldorf
- 1979/1980 Neue Nationalgalerie, Berlin; Haus der Kunst, München; Museum Ludwig in der damaligen Kunsthalle Köln und im Kunsthaus Zürich